# Plandište (općina)
Općina Plandište je jedna od općina u Republici Srbiji. Nalazi se u AP Vojvodini i spada u Južnobanatski okrug. Po podacima iz 2004. općina zauzima površinu od 383 km² (od čega na poljoprivrednu površinu otpada 34.488 ha, a na šumsku 167 ha). 
Centar općine je Plandište. Općina Plandište se sastoji od 14 naselja. Po podacima iz 2002. godine u općini je živjelo 13.377 stanovnika, a prirodni priraštaj je iznosio -11,5 %. Po podacima iz 2004. broj zaposlenih u općini iznosi 2.617 ljudi. U općini se nalazi 11 osnovnih škola.

## Naseljena mjesta
- Plandište
- Banatski Sokolac
- Barice
- Velika Gred
- Veliki Gaj
- Dužine
- Jermenovci
- Kupinik
- Laudonovac
- Margita
- Markovićevo
- Miletićevo
- Stari Lec
- Hajdučica

## Etnička struktura
- Srbi (56,36%)
- Mađari (12,1%)
- Makedonci (9,69%)
- Rumunji (7,21%)
- Slovaci (5,41%)
- Jugoslaveni (2,24%)
- Romi (2,01%)